# 弗朗萨 (布拉干萨)
弗朗萨 (布拉干萨)是葡萄牙布拉干萨区的一个堂区。总面积56.16平方公里，总人口275人，人口密度4.9人/平方公里。